# We Don't Live Here Anymore
Pour plus de détails, voir Fiche technique et Distribution.
We Don't Live Here Anymore ou Le chemin de nos foyers au Québec, est un film américano-canadien réalisé par John Curran, sorti le 20 janvier 2004.

## Synopsis
Deux couples apparemment très heureux qui se retrouvent régulièrement autour de diners bien arrosés. Mais les apparences cachent en réalité des malaises dans les ménages et tout prend une tournure d'infidélités lorsque l'un des conjoints cherche réconfort auprès du conjoint de l'autre couple.

## Fiche technique
- Titre : We Don't Live Here Anymore
- Titre québécois : Le chemin de nos foyers
- Réalisateur : John Curran
- Scénario : Larry Gross, d'après les nouvelles We Don't Live Here Anymore et Adultery, de Andre Dubus
- Photographie : Maryse Alberti
- Montage : Alexandre de Franceschi
- Musique : Michael Convertino
- Décors : Tony Devenyi
- Costumes : Katia Stano
- Producteurs : Jonas Goodman, Harvey Kahn, Naomi Watts, Robert Lee, Sanford Rosenberg, Ruth Epstein, Larry Gross et Mark Ruffalo
- Sociétés de production : Front Street Pictures, Front Street Productions, Renaissance Films
- Sociétés de distribution : Films sans Frontières (France), Warner Independent Pictures (États-Unis), Warner Bros. (Canada), Redbus Film Distribution (Royaume-Uni)
- Budget : 3 millions de dollars
- Pays de production :  États-Unis |  Canada
- Format : Couleurs - 2,35:1 - Dolby Digital - 35 mm
- Genre : Film dramatique
- Durée : 101 minutes
- Dates de sortie : 
  - États-Unis : 20 janvier 2004 (festival de Sundance) / 13 août 2004 (sortie nationale)
  - France : 7 décembre 2005

## Distribution
- Mark Ruffalo (V.Q. : Sylvain Hétu) : Jack Linden
- Laura Dern (V.Q. : Anne Bédard) : Terry Linden
- Peter Krause (V.Q. : Daniel Picard) : Hank Evans
- Naomi Watts (V.Q. : Nathalie Coupal) : Edith Evans
- Sam Charles (V.Q. : Alexandre Bacon) : Sean Linden
- Haili Page (V.Q. : Rosemarie Houde) : Natasha Linden
- Jennifer Bishop (V.Q. : Elizaveta Vandolovsky) : Sharon Evans
- Jennifer Mawhinney : Audrey
- Amber Rothwell : Lauren
- Meg Roe : fille à la sucette
- Jim Francis : Joe Ritchie
- Marc Baur : Plumber
- Patrick Earley : Jim

Source et légende : Version québécoise (V.Q.) sur Doublage Québec.

## À noter
- Le tournage s'est déroulé à Vancouver, au Canada.

## Récompenses et distinctions

### Récompense
- Prix du meilleur scénario et nomination au Grand Prix du Jury lors du Festival du film de Sundance 2004.

### Nominations
- Nomination au Grand Prix Spécial lors du Festival du cinéma américain de Deauville 2004.
- Nomination au prix de la meilleure photographie lors des Film Independent's Spirit Awards 2005.